# بوني بروكس
بوني بروكس هي سيدة أعمال كندية، ولدت في 1953.